# Ait Hkim Ait Yzid
Ait Hkim Ait Yzid (franska: Ait Hkim Ait Yzid (CR), Ait Hkim Ait Yzid (Commune Rurale), arabiska: مولاي بوسلهام) är en kommun i Marocko.   Den ligger i provinsen Al Haouz och regionen Marrakech-Safi, i den centrala delen av landet, 280 km söder om huvudstaden Rabat. Antalet invånare är 8 112.